# Liste der Baudenkmale in Rhede (Ems)
In der Liste der Baudenkmale in Rhede sind alle Baudenkmale der niedersächsischen Gemeinde Rhede (Ems) aufgelistet. Die Quelle der Baudenkmale ist der Denkmalatlas Niedersachsen. Der Stand der Liste ist der 10. August 2022.

## Allgemein
In den Spalten befinden sich folgende Informationen:
- Lage: die Adresse des Baudenkmales und die geographischen Koordinaten. Kartenansicht, um Koordinaten zu setzen. In der Kartenansicht sind Baudenkmale ohne Koordinaten mit einem roten Marker dargestellt und können in der Karte gesetzt werden. Baudenkmale ohne Bild sind mit einem blauen Marker gekennzeichnet, Baudenkmale mit Bild mit einem grünen Marker.
- Bezeichnung: Bezeichnung des Baudenkmales
- Beschreibung: die Beschreibung des Baudenkmales. Unter § 3 Abs. 2 NDSchG werden Einzeldenkmale und unter § 3 Abs. 3 NDSchG Gruppen baulicher Anlagen und deren Bestandteile ausgewiesen.
- ID: die Objekt-ID des Baudenkmales
- Bild: ein Bild des Baudenkmales, ggf. zusätzlich mit einem Link zu weiteren Fotos des Baudenkmals im Medienarchiv Wikimedia Commons. Wenn man auf das Kamerasymbol klickt, können Fotos zu Baudenkmalen aus dieser Liste hochgeladen werden:

## Borsum
| Lage                                                   | Bezeichnung       | Beschreibung | ID       | Bild |
| ------------------------------------------------------ | ----------------- | ------------ | -------- | ---- |
| An der Lake 2 53° 1′ 56″ N, 7° 17′ 20″ O               | Hofkreuz          |              | 35934815 | BW   |
| Borsum Dorfstraße 53° 2′ 9″ N, 7° 17′ 25″ O            | Kriegerdenkmal    |              | 35932750 | BW   |
| Borsum Dorfstraße 4 53° 2′ 4″ N, 7° 17′ 17″ O          | St. Anna (Kirche) |              | 35933111 | BW   |
| Specken Breite/Zum Friedhof 53° 1′ 57″ N, 7° 17′ 11″ O | Hochkreuz         |              | 35934840 | BW   |
| Storkeberg 53° 2′ 0″ N, 7° 16′ 28″ O                   | Wegekreuz         |              | 35933141 | BW   |

## Brual
| Lage                                                | Bezeichnung                  | Beschreibung | ID       | Bild |
| --------------------------------------------------- | ---------------------------- | ------------ | -------- | ---- |
| Brahe 1 53° 5′ 3″ N, 7° 16′ 40″ O                   | Wegekreuz                    |              | 35932457 | BW   |
| Brahe 4 53° 5′ 3″ N, 7° 16′ 45″ O                   | Gulfhaus                     |              | 35932406 | BW   |
| Brahe 6 53° 5′ 11″ N, 7° 16′ 43″ O                  | Coesfelder Kreuz             |              | 35933167 | BW   |
| Brahe 10 53° 5′ 19″ N, 7° 16′ 50″ O                 | Gulfhaus                     |              | 35932431 | BW   |
| Dorfstraße 1 53° 5′ 47″ N, 7° 16′ 47″ O             | Grabkreuz                    |              | 35933192 | BW   |
| Dorfstraße 9 53° 5′ 54″ N, 7° 16′ 45″ O             | Wohn-/ Wirtschaftsgebäude    |              | 35933217 | BW   |
| Dorfstraße 9 53° 5′ 54″ N, 7° 16′ 48″ O             | Hofkreuz                     |              | 35932578 | BW   |
| Dorfstraße 21 53° 5′ 59″ N, 7° 16′ 45″ O            | Wohn-/ Wirtschaftsgebäude    |              | 35933247 | BW   |
| Dorfstraße 21 53° 5′ 59″ N, 7° 16′ 48″ O            | Hofkreuz                     |              | 35934891 | BW   |
| Dorfstraße 32 53° 5′ 57″ N, 7° 16′ 51″ O            | St. Bernhard (Kirche)        |              | 35933274 | BW   |
| Dorfstraße 32 53° 5′ 57″ N, 7° 16′ 50″ O            | St. Bernhard (Pfarrhaus)     |              | 35933305 | BW   |
| Dorfstraße 32 53° 5′ 55″ N, 7° 16′ 54″ O            | Friedhof Brual               |              | 35932504 | BW   |
| Dorfstraße/Siedlungstraße 53° 6′ 1″ N, 7° 16′ 48″ O | Kriegerdenkmal               |              | 35933331 | BW   |
| Dorfstraße/Siedlungstraße 53° 6′ 1″ N, 7° 16′ 48″ O | Kriegerdenkmal (Einfriedung) |              | 35935038 | BW   |
| Heideweg 1 53° 5′ 4″ N, 7° 15′ 44″ O                | Wegekreuz                    |              | 35933869 | BW   |

## Neurhede
| Lage                                      | Bezeichnung                     | Beschreibung | ID       | Bild           |
| ----------------------------------------- | ------------------------------- | --- | -------- | -------------- |
| Hauptstraße 53° 1′ 32″ N, 7° 13′ 51″ O    | St. Joseph (Kirche)             | Katholische neuromanische Backstein-Saalkirche. Erbaut 1873 von Johann Bernhard Hensen unter Mithilfe des Maurermeisters Anton Wahl und des Tischlers Bernhard Herding. Quadratischer, eingezogener und durch nachträgliche Anbauten heute vollständig in den Bau integrierter Fassadenturm im Süden mit Rundbogenportal, darüber liegendem Rundfenster, gepaarten Rundbogenfenstern und Schallluken, schlichtem hell abgesetzten Geschossgesimsen und Rundbogenfries unter der Traufe. Abgeknickter, hoher, kupfergedeckter Spitzhelm. Der Kirchensaal mit Satteldach gedeckt, daran anschließend ein niedrigerer, eingezogener, polygonal geschlossener Chor im Norden. Die Fassadengestaltung schlicht mit gliedernden Lisenen und Spitzbogenfriesen gestaltet, die Fenster paarweise gekuppelt und buntverglast. Das Gebäudeinnere als ein Saal, an den Außenwänden mit breiten Lisenen gegliedert, mit erhöhtem Deckenbereich über dem Mittelgang und Malereien auf dem hölzernen Deckengewölbe. Abgestimmte Farbgebung der Deckenmalereien, Buntverglasung und Ausstattung. Darunter eine Kanzel, mehrere Gemälde und Heiligenfiguren, ein Hochaltar von dem Bildhauer Balthasar Heinrich Seling mit Reliquien der heiligen Märtyrer Fortunatus, Leontius und weiteren. | 35933356 | Weitere Bilder |
| Hauptstraße 53° 1′ 33″ N, 7° 13′ 53″ O    | Neurhede Friedhof               | | 35932478 | BW             |
| Hauptstraße 53° 1′ 33″ N, 7° 13′ 53″ O    | Neurhede Friedhof (Grabsteine)  | | 35935062 | BW             |
| Hauptstraße 53° 1′ 34″ N, 7° 13′ 52″ O    | Neurhede Friedhof (Einfriedung) | | 35935014 | BW             |
| Hauptstraße 34 53° 0′ 55″ N, 7° 13′ 38″ O | Hofkreuz                        | | 35933385 | BW             |
| Hauptstraße 39 53° 1′ 26″ N, 7° 14′ 1″ O  | Kriegerdenkmal                  | | 35933411 | BW             |
| Vorstrich 53° 1′ 59″ N, 7° 12′ 54″ O      | Bildstock                       | | 35932812 | BW             |

## Rhede
| Lage                                                            | Bezeichnung                                   | Beschreibung | ID       | Bild           |
| --------------------------------------------------------------- | --------------------------------------------- | ------------ | -------- | -------------- |
| Borsumer Straße 53° 3′ 19″ N, 7° 16′ 38″ O                      | Friedhof Rhede (Friedhof)                     |              | 35932530 | BW             |
| Borsumer Straße 53° 3′ 15″ N, 7° 16′ 40″ O                      | Friedhof Rhede (Grabsteine)                   |              | 35935110 | BW             |
| Borsumer Straße 53° 3′ 18″ N, 7° 16′ 46″ O                      | Friedhof Rhede (Einfriedung)                  |              | 35934965 | BW             |
| Borsumer Straße 53° 2′ 57″ N, 7° 16′ 56″ O                      | Sudfelder Kreuz                               |              | 35933768 | BW             |
| Brualer Straße 53° 4′ 27″ N, 7° 16′ 14″ O                       | „Höftenkreuz“ Kreuz Brockmann                 |              | 35933819 | BW             |
| Kirchstraße 53° 3′ 38″ N, 7° 16′ 3″ O                           | Kriegerdenkmal                                |              | 35933547 | BW             |
| Pyrkensweg 3 53° 4′ 15″ N, 7° 14′ 52″ O                         | Wegekreuz                                     |              | 35933894 | BW             |
| Schwarzer Weg / Ecke Industriestraße 53° 3′ 58″ N, 7° 14′ 53″ O | ehem. Grabkreuz vom Friedhof der Alten Kirche |              | 35933573 | BW             |
| Sielstraße 53° 3′ 29″ N, 7° 16′ 43″ O                           | Siele-Ensemble                                |              | 35898954 | BW             |
| Sudende 2 53° 3′ 34″ N, 7° 16′ 23″ O                            | „Görgen Kreuz“ (Mußwessels Kreuz)             |              | 35934866 | BW             |
| Sudende 2 53° 3′ 34″ N, 7° 16′ 21″ O                            | St. Nikolaus (Kirche)                         |              | 35933488 | Weitere Bilder |
| Sudende 2 53° 3′ 33″ N, 7° 16′ 21″ O                            | St. Nikolaus (Pfarrhaus)                      |              | 35933598 | BW             |
| Sudende 2 53° 3′ 33″ N, 7° 16′ 20″ O                            | Hochkreuz                                     |              | 35933460 | BW             |
| Sudende 9 53° 3′ 31″ N, 7° 16′ 26″ O                            | Wohn-/ Wirtschaftsgebäude                     |              | 35933655 | BW             |
| Sudende 40 53° 3′ 21″ N, 7° 16′ 40″ O                           | Gedächtniskirche (Alte Kirche)                |              | 35933682 | Weitere Bilder |
| Von-Galen-Straße 53° 3′ 44″ N, 7° 15′ 52″ O                     | Wegekreuz                                     |              | 35933713 | BW             |
| Wiek 53° 4′ 9″ N, 7° 15′ 43″ O                                  | Wegekreuz                                     |              | 35933793 | BW             |